# Dorotheenstädtische Realschule

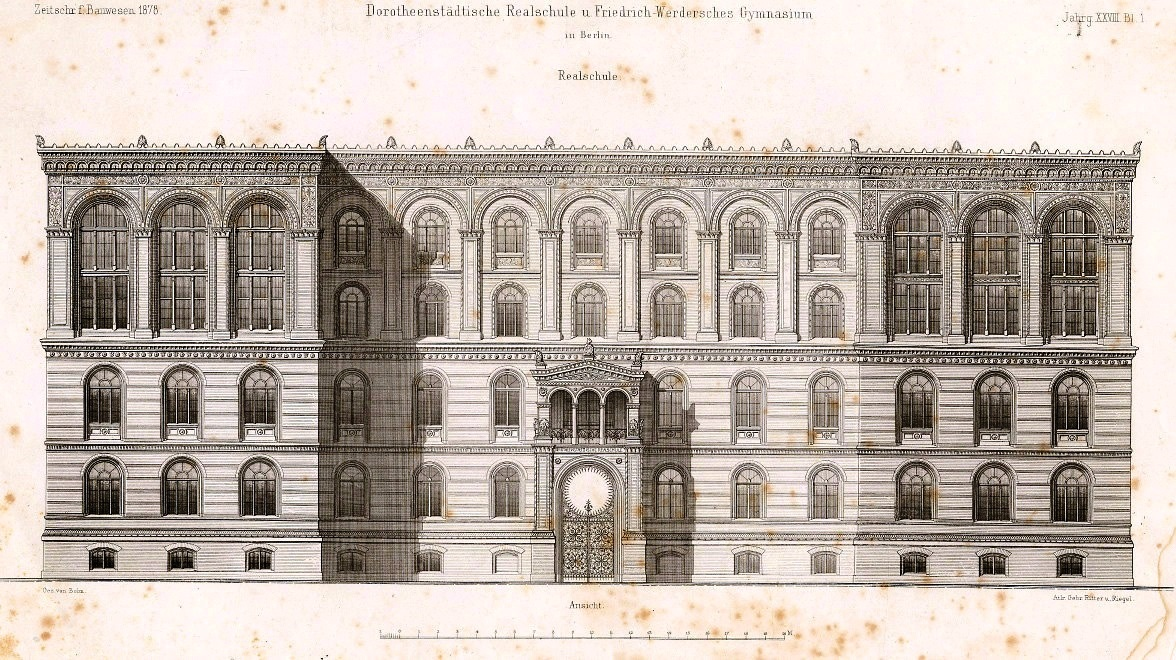
Dorotheenstädtische Realschule in der Georgenstraße, 1878

Die Berliner Dorotheenstädtische Realschule (zeitweise auch Dorotheenstädtische Bürgerschule), gelegen in der Dorotheenstadt, wurde im April 1836 von der Stadt aus privater Hand übernommen. Das Gebäude lag erst in der Dorotheenstraße, dann in der Georgenstraße 23. Sie stieg zur Realschule I. Ordnung auf, galt damit als „Höhere Schule“ und führte seit 1840 zum Abitur. Diesen Status verlor sie zeitweise wieder, bis sie ihn 1861 endgültig wiedererlangte. Namhafte erste Direktoren waren von 1836 bis 1846 Ferdinand Zinnow und von 1846 bis 1856 Adolf Ferdinand Krech. Zu den bekannten Lehrkräften zählte auch der Geschichtslehrer John William Pierson, der dort von 1859 bis 1893 unterrichtete. Die Arbeit an einem neuen Schulgebäude auf den Grundstücken Dorotheenstraße 13/14 und Georgenstraße 30/31, in dem schließlich auch das Friedrichwerdersche Gymnasium untergebracht wurde,  dauerte von 1870 bis 1875. Für den Bau der Doppelschule war Hermann Blankenstein verantwortlich. Das Gesamtkonzept stammte von Stadtinspektor Arnold Hanel. Während die Fassaden der Schule in der Georgenstraße von Bauführer Karl Theodor Richard Bohn stammten, gehen die Fronten an der Dorotheenstraße auf Blankenstein zurück.
Die Schule wurde 1882 zum Dorotheenstädtische Realgymnasium. Nachdem 1908 das Friedrichwerdersche Gymnasium nach Berlin-Moabit umgezogen war, nutzte das Realgymnasium auch das Gebäude in der Georgenstraße, während im Gebäude in der Dorotheenstraße auch die IV. Pflichtfortbildungsschule (Berufsschule) untergebracht war.1938 hieß sie Dorotheenstädtische Schule als städtische Oberschule für Jungen.